# Saint-Valérien (Wandea)
Saint-Valérien – miejscowość i gmina we Francji, w regionie Kraj Loary, w departamencie Wandea.
Według danych na rok 1990 gminę zamieszkiwały 443 osoby, a gęstość zaludnienia wynosiła 31 osób/km² (wśród 1504 gmin Kraju Loary Saint-Valérien plasuje się na 875. miejscu pod względem liczby ludności, natomiast pod względem powierzchni na miejscu 813.).